# Прітхві Нараян Шах
Прітхві Нараян Шах (1722 — 1775) — правитель князівства Горкха, перший король Непалу (1769—1775).

## Життєпис
Прітхві Нараян, князь Горкхаба, об'єднав більшу частину непальських Гімалаїв, передгірні райони (тераї), Сіккім, Гархвал, Кумаон. Він організував блокаду долини Непалу, де правили неварські князі Малла у князівствах Кантіпур (Катманду), Бхактапур (Бхадгаон) і Лалітпур (Патан). Це дозволило Прітхві у 1769 захопити долину Катманду і стати королем всього Непалу з столицею у місті Катманду.
Прийшовши до влади у всьому Непалі, Прітхві Нараян став проводити ізоляціоністську політику. Він вигнав із країни індійських госаїнів (представники шиваїтського ордену послідовників Шанкарачар'ї, торговці) і кашмірських мусульман-торгівців, що за Малла майже монополізували торгівлю між Індією і Тибетом. Транзитна торгівля була жорстко регламентована. Був заборонений ввіз товарів з Індії, зокрема тканин. Метою Прітхві було сприяння розвитку непальської економіки і виробництва. Була проведена грошова реформа. Старі білонні монети Малла переплавлялися і з них карбувалися нові — мохари (мохури).
Прітхві Нараян для збереження миру і єдності у Непалі, проводив виважену політику, яка враховувала інтереси різних соціальних груп, каст, народів, релігійних течій тощо. У зовнішній політиці він намагався уникнути зіткнення з могутніми сусідами Китаєм й Індією, що було єдиним способом збереження незалежності Непалу.